# Kiến vương
Phân họ Kiến vương, tên khoa học Dynastinae, là một phân họ bọ cánh cứng trong họ Bọ hung Scarabaeidae.
Một số loài trong phân họ này có kích thước lớn và hình dạng khủng khiếp. Các loài nổi tiếng như Chalcosoma atlas, Xylotrupes ulysses, Megasoma elephas, Oryctes nasicornis (kiến vương châu Âu, Hercules Beetle (Dynastes hercules), Bọ hung sừng chữ Y hay kabutomushi (Allomyrina dichotoma), Ox Beetle (Strategus aloeus) và Dynastes tityus.

## Các tông, chi và loài đặc trưng

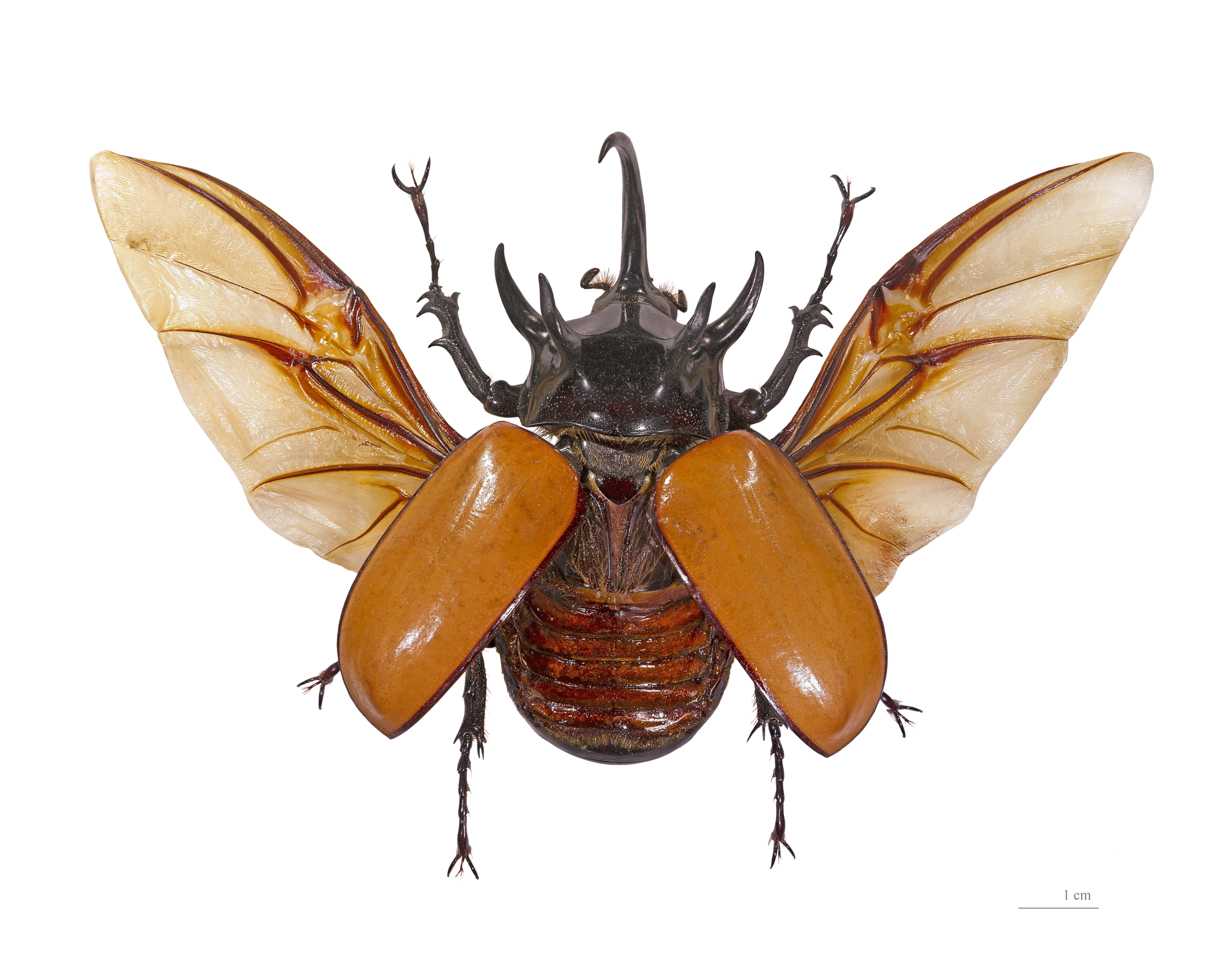
Eupatorus gracilicornis (Dynastini)

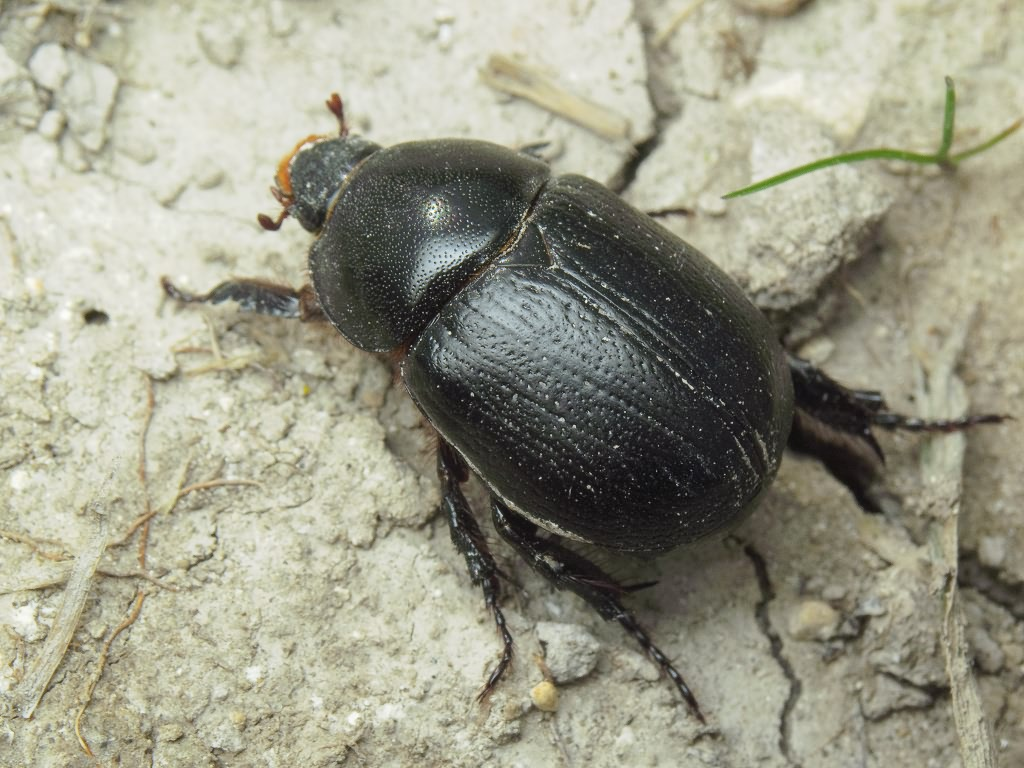
Pentodon idiota (Pentodontini)

Agaocephalini Burmeister, 1847 (còn tranh cãi)
- Aegopsis
- Agaocephala

Cyclocephalini Laporte 1840
- Cyclocephala

Dynastini MacLeay, 1819
- Allomyrina Arrow, 1911 (bao gồm Trypoxylus)
  - Allomyrina dichotoma – Japanese Rhinoceros Beetle
- Chalcosoma Hope, 1837
  - Chalcosoma atlas – Atlas Beetle
- Dynastes
- Megasoma Kirby, 1825
- Xylotrupes

Hexodontini (còn tranh cãi)
- Hexodon
- Hyboschema

Oryctini Mulsant, 1842
- Coelosis Hope, 1837
- Enema (beetle) Hope,1837
- Heterogomphus Burmeister, 1847
- Megaceras Hope, 1837
  - Megaceras briansaltini
- Oryctes Illiger, 1798
  - Oryctes nasicornis – European Rhinoceros Beetle
- Strategus Hope, 1837
  - Strategus aloeus – Ox Beetle
- Trichogomphus Burmeister, 1847

Oryctoderini
- Chalcocrates
- Oryctoderus

Pentodontini Mulsant, 1842
- Bothynus Hope, 1837
- Pentodon Hope, 1837
- Pericoptus
- Thronistes Burmeister, 1847

Phileurini Burmeister, 1847
- Homophileurus Kolbe, 1910
- Phileurus Latreille, 1807